# Vinalon
Vinalon (Koreanisch: Vinylon 비닐론) Vinylal oder Juche-Faser genannt, ist eine Kunstfaser, die aus Polyvinylalkohol hergestellt wird. 
Als Rohmaterialien dienen Anthrazit und Kalkstein. Die Produktion von Vinalon beginnt mit der Herstellung von Carbid aus Kohle und Kalk. Polyvinylacetat wird durch Synthese von Vinylacetat aus Carbid (zu Ethin) hergestellt und dann wird Polyvinylalkohol durch Schmelzen von Polyvinylacetat in Methanol extrahiert. Durch nachfolgende weitere Schritte erhält man die Vinalon-Faser.
Vinalon wurde 1939 vom koreanischen Wissenschaftler Ri Sŭng-ki sowie den japanischen Wissenschaftlern Ichiro Sakurada und H. Kawakami am Chemischen Forschungsinstitut Takatsuki, Präfektur Osaka in Japan, entwickelt. 1954 wurde versuchsweise in Nordkorea eine Produktion aufgenommen, und 1961 wurde das große Vinalon-Werk „8. Februar“ in Hamhŭng errichtet. Heute wird Vinalon auch im Vinalon-Werk Sunch’ŏn hergestellt. Eine Abteilung der Akademie der Wissenschaften in Hamhŭng befasst sich mit Vinalon.
Vinalon wird für Bekleidung, aber auch für Seile und als Füllmaterial verwendet. Die Faser ist beständig gegen Hitze und Chemikalien, allerdings auch steif, glänzend und schwierig zu färben. Außerhalb Koreas wird Vinalon nicht produziert.
Zitat Kim Il-sungs zu Vinalon:

„Vinalon ist eine ausgezeichnete chemische Faser, die bei uns erfunden wurde. Vinalon ist haltbarer als Baumwolle. Die Grundrohstoffe für Vinalon sind Kalkstein und Anthrazit, an denen unser Land reich ist. Diese überaus nützlichen und wertvollen Naturreichtümer sind bei uns wirklich kostbare Schätze.“